# Palazzo Giovene
Palazzo Giovene è un edificio cinquecentesco situato a Molfetta, oggi sede dell'amministrazione comunale.

## Storia
Edificato a partire dalla seconda metà del Quattrocento ed aggiornato durante la prima metà del Cinquecento dalla famiglia De Luca, dopodiché passò al casato degli Esperti, che nel 1772 lo cedette ai Giovene.

## Architettura
L'edificio scandito in facciata su due livelli, è trattato a bugnato. La facciata al piano terra presenta un rivestimento costruito da pezzami più grandi rispetto alle bugne del rivestimento del secondo registro che si presentano molto più piccole e meno accentuate.
Il portale manierista non consona con l'austerità del palazzo e un disegno molto più maturo rispetto alle modanature delle cornici delle finestre poste al piano nobile. Come dimostrerebbe anche il disegno della cornice marcapiano, ben lungi da quella del cornicione del portale.
Fonte di ispirazione per il portale, posteriore al 1551, è la tavola XXV dell’Extraordinario Libro di Sebastiano Serlio. L’ordine ionico adottato per il registro inferiore in sostituzione del dorico, il bugnato a facce lisce anziché a bozze irregolari e una ricchezza di decorazioni assai più significativa che nell’esempio dell’architetto bolognese, sono le scelte stilistiche che conferiscono al portale di palazzo Giovene un aspetto meno rustico rispetto a quello che lo ispira.
Due dettagli si discostano invece significativamente sia dall’incisione tratta dai Sette libri dell’architettura, sia dai canoni dell’architettura manierista. Il primo dettaglio è la successione delle modanature poste tra l’ordine inferiore e quello superiore, che ricordano un capitello dorico piuttosto che un vero e proprio marcapiano; il secondo è la scelta di non interrompere la cornice al di sotto dei due frontoni, per lasciarla correre ininterrotta da un capo all’altro del portale.
Il fregio della trabeazione, che Serlio arricchisce con mensole per aumentare l’effetto chiaroscurale del bugnato rustico, è ingentilito nel portale di palazzo Giovene da girali vegetali e da quattro profili maschili a bassorilievo.
La statua di un guerriero e quella di un musico, poste all’interno di due nicchie rispettivamente alla destra e alla sinistra di chi entra, insieme alla figura maschile che si stacca dalla superficie del concio di chiave completano il quadro iconografico, di difficile interpretazione. Lo stemma della famiglia Giovene è stato apposto sull’edificio dopo il 1772, data in cui gli Esperti ne cedettero la proprietà.

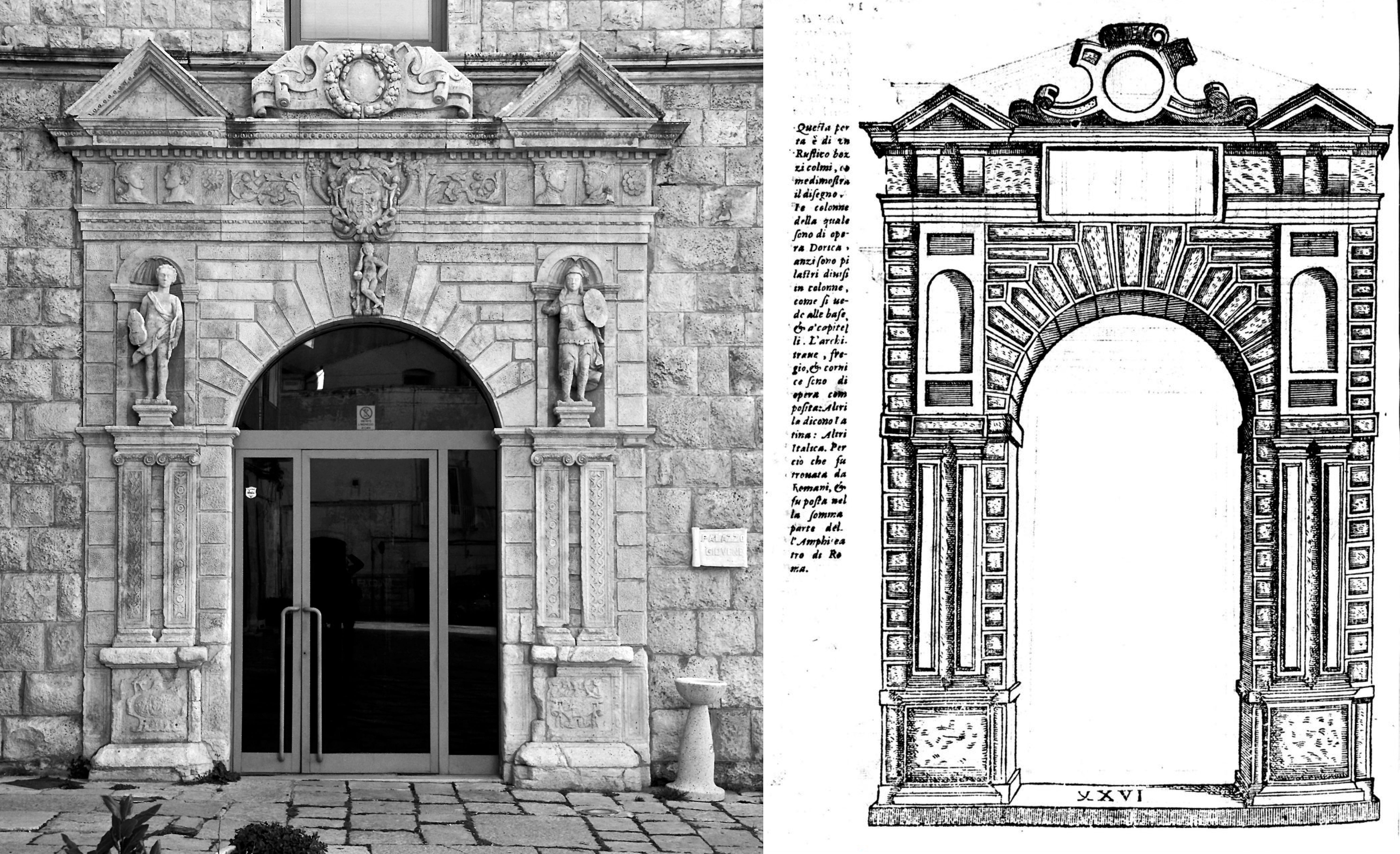
Portale Palazzo Giovene - Tavola XXV Libro Extraordinario

Nel XIX secolo era stato dotato di un terzo piano fuori terra che costituì una delle principali cause del dissesto strutturale che lo rese inutilizzabile per buona parte del XX secolo. Tale inutile e dannosa sopraelevazione fu demolita nel 1965, quindi il palazzo ha subito profondi interventi di restauro tra il 1976 e il 1981.

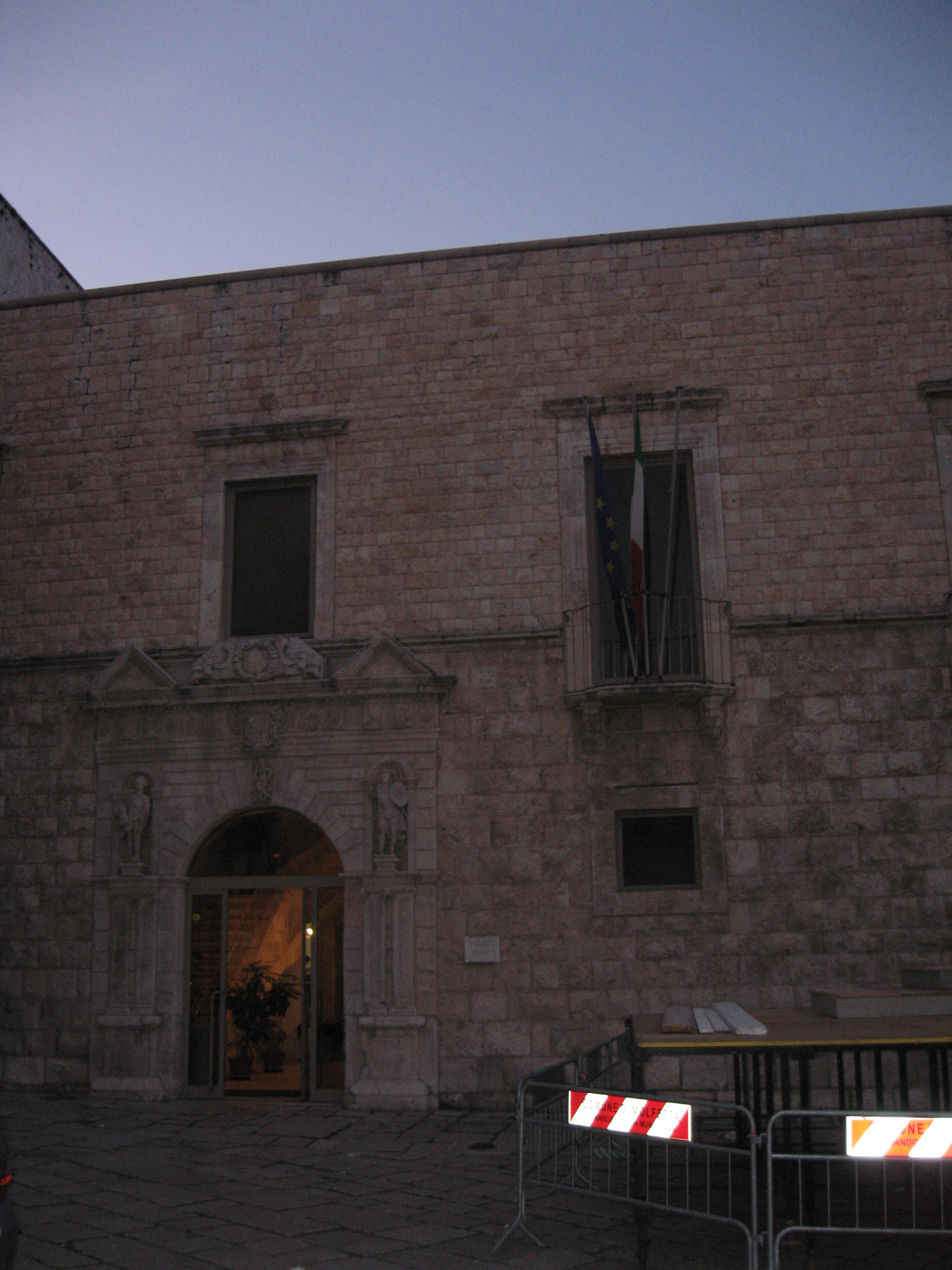
Palazzo Giovene in notturna
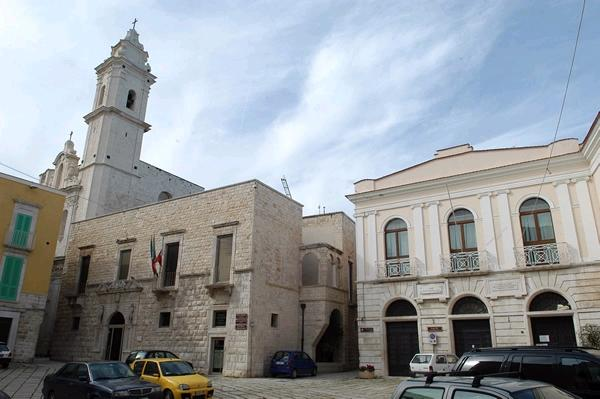
L'edificio (in basso a sinistra ) visto da piazza Municipio. Alle spalle il campanile della chiesa di San Pietro.

## Utilizzo
Il palazzo ospita, oltre la sede del Consiglio Comunale, anche, nel piano interrato, una Galleria di Arte Contemporanea dove sono conservate opere di importanti artisti locali, e al piano terra la sala stampa annessa alla "sala Giunta", nonché una collezione di modelli in scala medio-grande dei più caratteristici mezzi da trasporto trainati da cavalli che erano tipici del territorio prima della diffusione dell'automobile e dei mezzi consimili, oltre all'Ufficio per le Relazioni col Pubblico.
Nella sala del Consiglio hanno trovato posto, lungo le pareti, i ritratti della Galleria degli Uomini illustri Molfettesi che prima del restauro di questo edificio erano esposti, stretti uno accanto all'altro, alla quota di imposta della volta a padiglione nella sala degli specchi del vecchio palazzo del Municipio, all'isolato accanto a questa ultima sede.